# Supremo Poder Executivo

Com a abdicação de Iturbide, o Supremo Poder Executivo ficou sem representante, e assim o congresso constituinte nomeou Negrete, juntamente com Nicolás Bravo e Guadalupe Victoria, como responsáveis pelo poder executivo, cargo que Negrete desempenhou sozinho durante seis dias (pois nem Bravo nem Victoria se encontravam na Cidade do México). A 4 de outubro, quando assumiu funções como presidente provisional, foi promulgada a Constituição dos Estados Unidos Mexicanos.

## Governo

### Supremo Poder Executivo (1823-1824)
- 31 de março de 1823 - 10 de outubro de 1824: Pedro Celestino Negrete
Presidente do Supremo Poder Executivo[1]
- 31 de março de 1823 - 10 de outubro de 1824: Guadalupe Victoria [1]
- 31 de março de 1823 - 10 de outubro de 1824: Nicolás Bravo
- 1 de abril de 1823 - 10 de outubro de 1824: Miguel Domínguez, suplente[1]
- 1 de abril de 1823 - 10 de outubro de 1824: José Mariano Michelena, suplente[1]
- 2 de julho de 1823 - 10 de outubro de 1824: Vicente Guerrero, suplente[1]

### Supremo Poder Executivo (1829-1830)
- 23 de dezembro de 1829 - 1 de janeiro de 1830: Pedro Vélez y Zúñiga
Presidente do Supremo Poder Executivo
- 23 de dezembro de 1829 - 1 de janeiro de 1830: Luis Quintanar
- 23 de dezembro de 1829 - 1 de janeiro de 1830: Lucas Alamán

### Supremo Poder Executivo (1863-1863)
- 25 de junho de 1863 - 11 de julho de 1863: Juan Nepomuceno Almonte
Presidente do Supremo Poder Executivo
- 25 de junho de 1863 - 11 de julho de 1863: Juan Bautista de Ormachea
- 25 de junho de 1863 - 11 de julho de 1863: José Mariano Salas
- 25 de junho de 1863 - 11 de julho de 1863: Pelagio Antonio Labastida Dávalos, suplente